# Mouhammadou Jaiteh
Mouhammadou Einstein „Mam” Jaiteh (ur. 27 listopada 1994 w Pantin) – francuski koszykarz, występujący na pozycji środkowego, reprezentant Francji, posiadający także senegalskie i gambijskie obywatelstwo, aktualnie zawodnik francuskiego Virtusu Bolonia.
W 2014 wziął udział w Adidas Eurocampie. W 2017 reprezentował Philadelphia 76ers podczas rozgrywek letniej ligi NBA w Las Vegas.

## Osiągnięcia
Stan na 25 października 2022, na podstawie, o ile nie zaznaczono inaczej.

### Drużynowe
- Mistrz:
  - Eurocup (2022)
  - EuroChallenge (2015)
- Wicemistrz:
  - Francji (2017)
  - Włoch (2022)
- Zdobywca:
  - superpucharu:
    - Włoch (2021, 2022)
    - Francji (2014)

  - Pucharu Francji (2014)
- 2. miejsce w Pucharze Liderów Francji (2014)

### Indywidualne
- MVP:
  - Eurocup (2022)
  - ćwierćfinałów Eurocup (2022)
  - krajowy II ligi francuskiej LNB Pro B (2013)
  - kolejki Eurocup (14 – 2021/2022)
- Największy postęp II ligi francuskiej LNB Pro B (2013)
- Zaliczony do I składu Eurocup (2022)
- Lider w zbiórkach ligi tureckiej (2021)
- Uczestnik:
  - meczu gwiazd francuskiej ligi LNB:
    - Pro A (2015, 2016)
    - Pro B (2013)

  - meczu wschodzących gwiazd Nike Hoop Summit (2013)

### Reprezentacyjne
Seniorska
- Brązowy medalista mistrzostw Europy (2015)
- Uczestnik europejskich kwalifikacji do mistrzostw świata (2017 – 3. miejsce, 2021)

Młodzieżowe
- Uczestnik:
  - mistrzostw Europy:
    - U–20 (2013 – 9. miejsce, 2014 – 8. miejsce)
    - U–18 (2011 – 7. miejsce, 2012 – 13. miejsce)
    - U–16 (2010 – 6. miejsce)

  - turnieju Alberta Schweitzera (2012 – 8. miejsce)